# Hongrie aux Jeux olympiques d'été de 1948

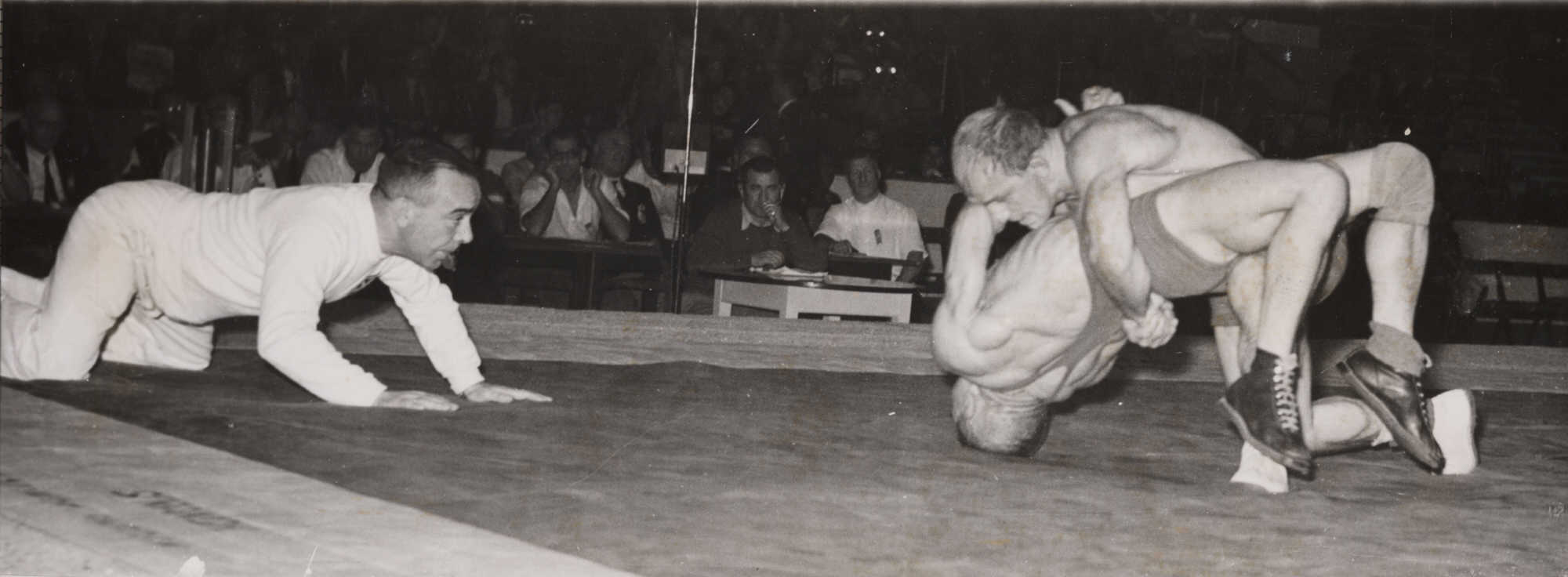
Olle Anderberg, médaillé d'argent en poids plume, durant son combat contre le Hongrois Ferenc Tóth.

La Hongrie participe aux Jeux olympiques d'été de 1948, à Londres, représentée par une imposante délégation de 128 athlètes composée de 107 hommes et 21 femmes. Les Magyars se classent à la 4e place au rang médaillé des nations, avec un bilan de 27 médailles dont 10 en or. Une performance qui se situe globalement au niveau de celles de 1928, 1932 et 1936. Les points forts des athlètes hongrois demeurant l’Escrime, le  Water-polo et la Gymnastique.

## Médailles

### Médailles d’or
| Médaille                       | Nom                                                                                      | Sport       | Compétition                           |
| ------------------------------ | ---------------------------------------------------------------------------------------- | ----------- | ------------------------------------- |
| Médaille d'or, Jeux olympiques | Imre Németh                                                                              | Athlétisme  | Lancer du marteau                     |
| Médaille d'or, Jeux olympiques | Olga Gyarmati                                                                            | Athlétisme  | Saut en longueur féminin              |
| Médaille d'or, Jeux olympiques | Tibor Csik                                                                               | Boxe        | Poids coqs (-54 kg)                   |
| Médaille d'or, Jeux olympiques | László Papp                                                                              | Boxe        | Poids moyens (-73 kg)                 |
| Médaille d'or, Jeux olympiques | Aladár Gerevich                                                                          | Escrime     | Sabre individuel                      |
| Médaille d'or, Jeux olympiques | Bertalan Papp Tibor Berczelly Aladár Gerevich Rudolf Kárpáti Pál Kovács László Rajcsányi | Escrime     | Sabre par équipes                     |
| Médaille d'or, Jeux olympiques | Ilona Elek                                                                               | Escrime     | Fleuret individuel féminin            |
| Médaille d'or, Jeux olympiques | Márton Lõrincz                                                                           | Lutte       | Lutte gréco-romaine Poids coq, -56 kg |
| Médaille d'or, Jeux olympiques | Károly Takács                                                                            | Tir         | Pistolet feu rapide à 25 m            |
| Médaille d'or, Jeux olympiques | Ferenc Pataki                                                                            | Gymnastique | Sol hommes                            |

### Médailles d’argent
| Médaille                           | Nom | Sport       | Compétition                         |
| ---------------------------------- | --- | ----------- | ----------------------------------- |
| Médaille d'argent, Jeux olympiques | János Mogyorósi-Klencs | Gymnastique | Sol hommes                          |
| Médaille d'argent, Jeux olympiques | Parényi-Vásárhelyi Weckinger Mária Zalai-Kövi Irén Daruházi-Kárpáti-Karcsics Erzsébet Gulyás-Köteles Erzsébet Balázs Olga Lemhényi-Tass Anna Fehér Margit Nagy-Sandor Edit Perényi-Weckinger | Gymnastique | Concours général par équipes femmes |
| Médaille d'argent, Jeux olympiques | Olle Anderberg | Lutte       | Poids plume, 57 - 62 kg             |
| Médaille d'argent, Jeux olympiques | Elemér Szathmáry György Mitró Imre Nyéki Géza Kádas | Natation    | 4 × 200 m nage libre                |
| Médaille d'argent, Jeux olympiques | László Jeney Miklós Holop Dezső Gyarmati Károly Szittya Oszkár Csuvik István Szivós , Dezső Lemhényi, Jenő Brandi Dezső Fabián Endre Győrfi                                                  | Water-polo  |                                     |

### Médailles de bronze
| Médaille                            | Nom | Sport       | Compétition                                       |
| ----------------------------------- | --- | ----------- | ------------------------------------------------- |
| Médaille de bronze, Jeux olympiques | László Baranyai Jozsef Fekete Gyözö Mogyorosi János Mogyorósi-Klencs Ferenc Pataki Lajos Sántha Lajos Tóth Ferenc Várkõi | Gymnastique | Concours par équipes                              |
| Médaille de bronze, Jeux olympiques | Ferenc Pataki | Gymnastique | Saut hommes*                                      |
| Médaille de bronze, Jeux olympiques | János Mogyorósi-Klencs                                                                                                   | Gymnastique | Saut hommes*                                      |
| Médaille de bronze, Jeux olympiques | Ferenc Tóth | Lutte       | Lutte libre gréco-romaine Poids plume, 57 - 62 kg |
| Médaille de bronze, Jeux olympiques | Károly Ferencz | Lutte       | Lutte gréco-romaine Poids légers, 61 - 66 kg      |
| Médaille de bronze, Jeux olympiques | György Mitró | Natation    | 1500 m nage libre                                 |
| Médaille de bronze, Jeux olympiques | Eva Novák | Natation    | 200 m brasse féminin                              |
| Médaille de bronze, Jeux olympiques | Géza Kádas | Natation    | 100 m nage libre                                  |
| Médaille de bronze, Jeux olympiques | Lajos Maszlay | Escrime     | Fleuret individuel                                |
| Médaille de bronze, Jeux olympiques | Pál Kovács | Escrime     | Sabre individuel                                  |
| Médaille de bronze, Jeux olympiques | József Várszegi | Athlétisme  | Lancer du javelot                                 |
| Médaille de bronze, Jeux olympiques | Antal Szendey Béla Zsitnik Róbert Zimonyi                                                                                | Aviron      | Deux barré                                        |

- Trois médailles de bronze ont été attribuées dans cette épreuve.

## Sources
- (fr) Tous les bilan officiels sur le site du Comité international olympique
- (en) Bilan complet de la Hongrie sur le site olympedia.org